# Orangenburg

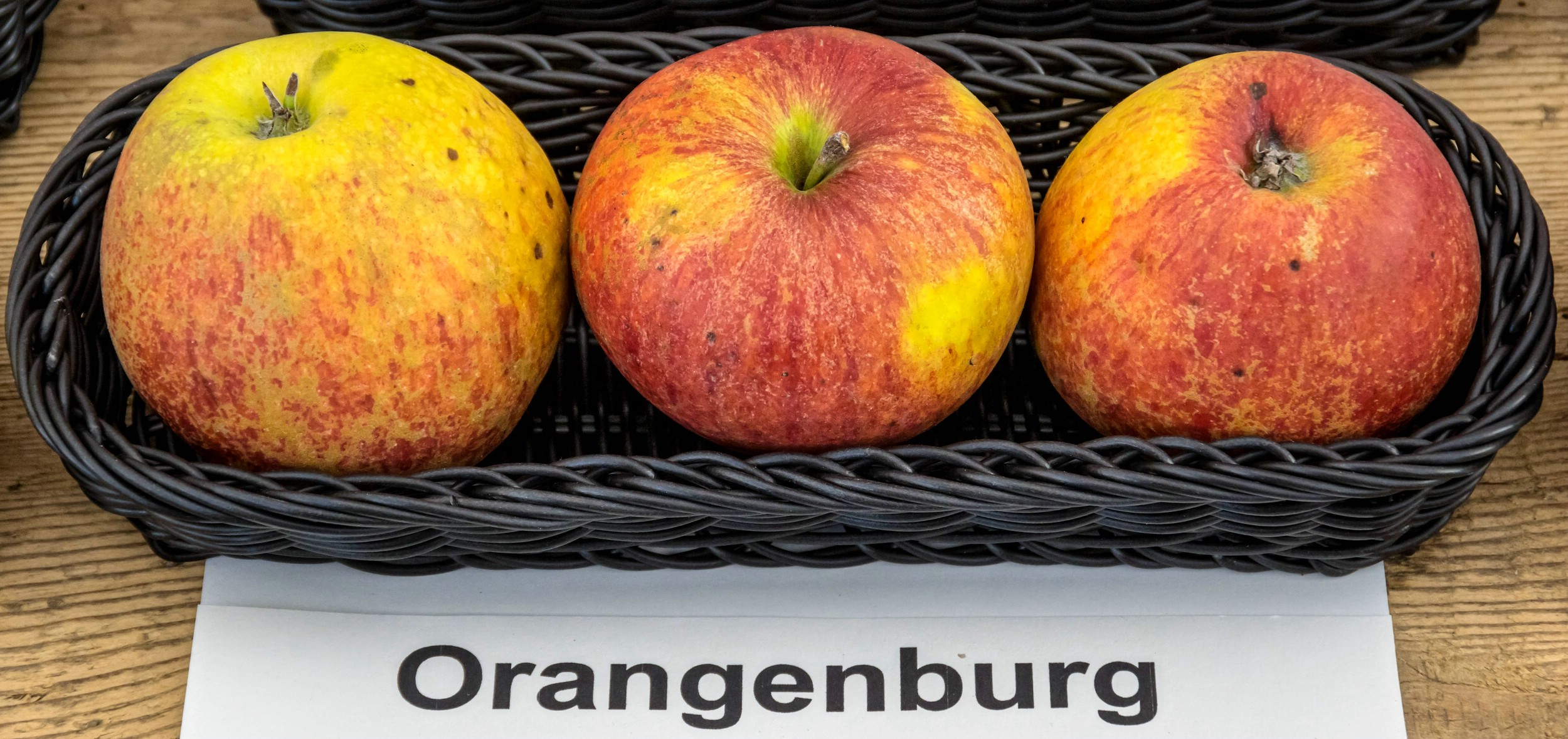
Ansicht der Frucht

Der Orangenburg ist eine Sorte des Kulturapfels (Malus domestica). Der Apfel wurde 1930 in Deutschland aus Cox Orange und Geheimrat Dr. Oldenburg gezüchtet. Ähnlich wie die Muttersorte Cox ist der Apfel aromatisch, aber anspruchsvoll im Anbau. Heute wird er vor allem im Rheinland angebaut.
Die mittelgroße Frucht hat eine gelbliche Grundfarbe, die mit roten Streifen überzogen ist. Seine Schale ist hart und geschmeidig, bei längerer Lagerung bekommt sie einen Fettfilm. Der Geschmack von Orangenburg ist aromatisch und näher an Cox als an Oldenburg. Das gelblich-weiße Fruchtfleisch ist mittelfest und dabei saftig. Die Früchte sind hochrund. Der Kelch ist flach.
Der mittelgroße Apfel blüht früh im Jahr. Er ist diploid und damit gut zur Befruchtung geeignet und ist in Europa im Oktober pflückreif und kann aus dem Frischelager von November bis Januar gegessen werden.
Der Baum selbst ist mittelgroß und hat eine breitkugelige, gut verzweigte Krone. Der Baum benötigt gute Böden und warme, geschützte Lagen. Orangenburg trägt schon früh im Leben Früchte. Seine Erträge liegen im mittleren Bereich, sind dafür aber regelmäßig und nur wenig von Alternanz betroffen. Orangenburg ist eine der anfälligsten Sorten für Obstbaumkrebs. Auch stark anfällig ist sie für Feuerbrand und Schorf, und mittelanfällig für Mehltau, Triebsucht und Apfelwickler. Bei Behandlung mit Pestiziden reagiert Orangenburg empfindlich auf Schwefel und Kupfer.